# 영국의 루이세
영국의 루이세(덴마크어: Louise af Storbritannien/영어: Louise of Great Britain, 1724년 12월 7일 ~ 1751년 12월 19일)는 덴마크-노르웨이의 국왕 프레데리크 5세의 첫 번째 왕비이다. 영국의 군주 조지 2세와 안스바흐의 캐롤라인의 막내딸로, 1743년 12월 11일 덴마크와 노르웨이의 왕태자 프레데리크와 결혼했다. 1746년 남편의 즉위에 따라 그녀 또한 왕비가 되었고, 1751년 27세라는 젊은 나이로 죽었다. 그녀는 예술에 관심이 많았고 교양과 재치를 갖추었으며, 외국인 출신이었음에도 덴마크어를 구사하려는 노력을 하여 국민들 사이에서 인기가 있는 왕비였다.

## 자녀
| 사진 | 이름              | 생일            | 사망                  | 기타                             |
| ---- | ----------------- | --------------- | --------------------- | -------------------------------- |
|      | 크리스티안        | 1724년 12월 7일 | 1747년 6월 3일(1세)   | 요절                             |
|      | 소피아 막달레나   | 1746년 7월 3일  | 1813년 8월 21일(67세) | 스웨덴 왕비(구스타브 3세와 결혼) |
|      | 빌헬미네 카롤리네 | 1747년 7월 10일 | 1820년 1월 19일(72세) | 헤센 선제후 빌헬름 1세의 비      |
|      | 크리스티안 7세    | 1749년 1월 29일 | 1808년 3월 13일(59세) | 덴마크 후임 국왕                 |
|      | 튀라              | 1750년 1월 30일 | 1831년 1월 12일(80세) | 헤센카셀 방백비                  |

## 같이 보기
- 덴마크의 역사